# Río Purgatorio
El río Purgatorio (en inglés: Purgatoire River, originalmente, en español, «Río de las Ánimas Perdidas en el Purgatorio») es un afluente del río Arkansas que discurre por el sureste del estado de Colorado en los Estados Unidos de América.
El río Purgatorio se origina de la confluencia de los ramales Purgatorio Alto y Purgatorio Medio a la altura de Weston en el condado de Las Ánimas en Colorado y discurre en dirección este y noreste durante 315 km para confluir con el río Arkansas en el Parque estatal de John Martin cerca de la pequeña localidad de Las Ánimas, sede del condado de Bent. 
El río Purgatorio drena un área de 8.930 km². El 96,4% de esta área se encuentra en el estado de Colorado, y el restante 3.6% en el estado de Nuevo México.